# Il teppista (film 1994)
Il teppista è un film del 1994, diretto da Veronica Perugini.

## Trama
Loris è un ragazzo di periferia che ha accettato quello che la sua classe sociale gli ha indicato come stereotipo: matrimonio, lavoro, amici da bar. Si barcamena tra un lavoro e l'altro alla ricerca di una propria realizzazione. La nostra società si fonda sul lavoro e lui crede che trovando il lavoro giusto soddisferà i suoi bisogni primari: per questo cambia continuamente, ma più che una ricerca diventa una precarietà che mina anche il rapporto con la moglie, molto più inquadrata. I lavori di Loris degenerano sempre più verso la fisicità come metafora di un suo percorso interiore, fino a quando tocca il fondo e come ultima ribellione compie un atto di teppismo.

## Riconoscimenti
- 1996 - Festival sul disagio sociale di San Salvo
  - Menzione speciale